# Tanzanský šilink
Tanzanský šilink (svahilsky shilingi, anglicky shilling) je zákonným platidlem východoafrického státu Tanzanie. Název šilink má tanzanská měna společný s dalšími měnami okolních států (Uganda, Keňa, Somálsko). ISO 4217 kód šilinků je TZS. Jedna setina šilinku se nazývá senti, ale pro svoji nízkou kupní hodnotu se v praxi žádné mince o nominálních hodnotách senti nevyskytují.

## Vývoj tanzanské měny
Tanzanský šilink se do oběhu dostal 14. září 1967, kdy nahradil do té doby používaný východoafrický šilink. V současnosti existují snahy o znovuzavedení východoafrického šilinku ve Východoafrickém společenství (členské státy Keňa, Uganda, Tanzanie, Burundi, Rwanda, Jižní Súdán), čímž by vznikla měnová unie.

## Mince a bankovky
Status zákonného platidla mají mince nominální hodnoty 5, 10, 20, 50 senti, 1, 5, 10, 20, 50, 100, 200, 500 šilinků. V praxi se v oběhu však vyskytují jen mince nejvyšších hodnot - 50, 100, 200 a 500 šilinků. Mince nižších hodnot zůstávají zákonným platidlem přestože se již téměř nepoužívají.
Současné bankovky se do oběhu dostaly v roce 2003. Mají nominální hodnoty 500, 1000, 2000, 5000, 10000 šilinků.
| Současná série bankovek z roku 2003 | Současná série bankovek z roku 2003 | Současná série bankovek z roku 2003 | Současná série bankovek z roku 2003 | Současná série bankovek z roku 2003 | Současná série bankovek z roku 2003 |
| Vyobrazení                          | Vyobrazení                          | Hodnota                             | Rozměry                             | Dominantní barva                    | Popis aversní strana                |
| Avers                               | Revers                              | Hodnota                             | Rozměry                             | Dominantní barva                    | Popis aversní strana                |
| ----------------------------------- | ----------------------------------- | ----------------------------------- | ----------------------------------- | ----------------------------------- | ----------------------------------- |
|                                     |                                     | 500 šilinků                         | 130 × 63 mm                         | zelená                              | buvol africký                       |
|                                     |                                     | 1000 šilinků                        | 135 × 66 mm                         | modrá                               | Julius Nyerere                      |
|                                     |                                     | 2000 šilinků                        | 140 × 69 mm                         | oranžová                            | lev                                 |
|                                     |                                     | 5000 šilinků                        | 145 × 72 mm                         | fialová                             | nosorožec dvourohý                  |
|                                     |                                     | 10 000 šilinků                      | 150 × 75 mm                         | červená                             | slon africký                        |